# Verwaltungsverband Landberg
Der Verwaltungsverband Landberg war ein Verwaltungsverband im sächsischen Weißeritzkreis, in dem sich anfangs vier Gemeinden im westlichen Ballungsraum Dresden zusammengeschlossen hatten. Das Verbandsgebiet erstreckte sich entlang der Bundesstraße 173 nördlich des Tharandter Waldes. Der namensgebende Landberg befindet sich am Nordrand des Waldes zwischen Mohorn und Pohrsdorf.

## Geschichte
Schon zuvor arbeiteten einige Gemeinden des späteren Verbandes zusammen, so wurde 1991 der Abwasserzweckverband „Obere Wilde Sau“ von den Gemeinden Braunsdorf, Grumbach, Kesselsdorf und Pohrsdorf gegründet. Der Verwaltungsverband Landberg bestand zu seiner Gründung am 9. Mai 1994 aus folgenden vier Mitgliedsgemeinden:
- Grumbach
- Mohorn mit Grund und Herzogswalde
- Pohrsdorf
- Kesselsdorf mit Braunsdorf, Kleinopitz und Oberhermsdorf

Der Verwaltungsverband hatte eine Fläche von 33,62 km² und 7589 Einwohner mit dem Stand vom 30. Juni 1998. Verwaltungssitz war Grumbach.
Zu seiner Gründung war der Verband noch dem Landkreis Freital unterstellt, nach der Kreisreform im August 1994 gehörte er zum Weißeritzkreis. Die Gemeinde Grumbach gehörte dem Verwaltungsverband von der Gründung bis zum 8. Juli 1998 an. Mit Wirkung zum 9. Juli 1998 wurde Grumbach in die Stadt Wilsdruff eingemeindet und schied damit aus dem Verband aus. Am 1. Oktober 1998 beendeten die verbliebenen drei Gemeinden ihre Zusammenarbeit. Pohrsdorf wurde am 1. Januar 1999 nach Tharandt eingemeindet. Mohorn schloss sich am 1. August 2000 mit Wilsdruff zusammen, Kesselsdorf wurde am 1. August 2001 nach Wilsdruff eingegliedert.